# Digerhuvud
Digerhuvud är ett naturreservat på Fårö i Gotlands kommun med Sveriges största raukområde. Naturreservatet är skyddat sedan 1930 som naturminnesmärke.
Digerhuvud sträcker sig från Lauterhorn och Släthällar i söder längs en 3,5 kilometer lång sträcka upp till Helgumannens fiskeläge i norr och täcker 113 hektar. Raukfältet består av flera hundra raukar, där de högsta når en höjd av åtta meter. Raukarna står på en klintkant belägen under vattenytan, och strax utanför vattenlinjen når havet ett djup på 50-60 meter. Raukarna är resterna av en högre klintkant, som idag ligger mjukt avrundad av vittring innanför raukområdet.
Vegetationen är gles i det karga kalkstensfältet. Här förekommer dock tulkört, fårsvingel och stinknäva, samt den sällsynta kalknarven.